# Lemúel
Lemúel (též Lemóel, hebr. לְמוּאֵל) byl starověký mudrc a král na neurčeném místě.
O jeho životě není nic známo. V bibické Knize přísloví se zachoval jeho mudroslovný výnos, obsahující napomenutí královy matky.
Někteří bibličtí komentátoři pokládají jméno Lemúel jen za jedno ze jmen krále Šalomouna (v tom případě by původkyní napomenutí byla Šalomounova matka Batšeba). Jiní mají Lemúela za pohanského (neizraelského) krále z oblasti Mezopotámie.